# Xarxa social
|  | Aquest article tracta sobre les xarxes socials com a estructura social. Pel tipus de servei vegeu «servei de xarxa social» i per la pel·lícula vegeu «La xarxa social (pel·lícula)». |

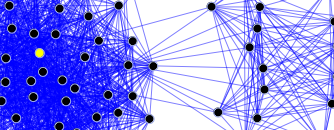
Esquema de nodes i nexes d'unió

Una xarxa social és una estructura social composta per individus (o organitzacions) anomenats «nodes» que estan connectats per un o més tipus d'interdependència com ara amistat, parentesc, interessos comuns, intercanvis financers, relacions sexuals, creences, coneixements o prestigi. Amb l'arribada d'Internet i la tecnologia, l'entorn digital s'ha convertit en un espai habitual de relació, que ens permeten comunicar-se en qualsevol moment i en qualsevol lloc.
L'anàlisi de xarxes socials entén les relacions socials en termes de teoria de xarxes, amb els seus nodes i els seus lligams (també anomenats costats, enllaços o connexions). Els nodes són els actors individus dintre les xarxes, i els lligams són les relacions entre els actors. Les estructures resultants, basades en grafs, són sovint molt complexes. Poden existir molts tipus de lligams entre els nodes: la recerca en diversos camps acadèmics ha demostrat que les xarxes socials operen en molts nivells, des de famílies fins al nivell de nacions, i tenen un paper crític en la manera com es resolen els problemes, com es porten les organitzacions i el grau d'èxit que aconsegueixen els seus individus per aconseguir els seus objectius.
En la seva forma més simple, una xarxa social és un mapa de lligams especificats, com ara amistat, entre els nodes que s'estudien. Els nodes als quals un individu està connectat són els contactes socials d'aquest individu. La xarxa també pot ser usada per mesurar el capital social, que és el valor que un individu rep de la xarxa social. Aquests conceptes estan sovint explicats en un diagrama de xarxa social, on els nodes són punts i els lligams són línies.

## Tipus de xarxes socials
Es poden distingir dos tipus de xarxes socials:
- Analògiques o fora de línia, formades per grups de persones relacionades entre si, i que es desenvolupen sense sistemes electrònics o informàtics connectats a la xarxa.
- Digitals o en línia, originades als mitjans informàtics i electrònics, que és on es desenvolupen.

Alhora, dins d'aquests hi ha dos grups:
- Horitzontals, dirigides a tota mena d'usuaris i sense una temàtica definida ni un objectiu concret. Les xarxes d'aquest tipus més conegudes són: Facebook, Instagram, Identi.ca i Twitter.
- Verticals, que es basen en un tema i aspiren a reunir un gran nombre d'usuaris entorn aquest tema o objectiu concret. Dins d'aquest grup, poden ser de tipus professional (Viadeo, XING, LinkedIn), d'oci (Pinterest, Wipley, Minube Dogster, Last.fm i Moterus) o mixtes. També és important remarcar aquelles dedicades al context educatiu com Edmodo o Twiducate, que permeten treballar interactivament en el procés d'ensenyament i d'aprenentatge. Altres característiques pròpies de les xarxes socials en el món educatiu són la col·laboració en la construcció de coneixement, la socialització que comporta i la facilitat quant a la difusió del treball.[5] També provoca un canvi en la relació entre l'alumnat i en la relació entre l'alumnat i el professor. Així, les xarxes socials aplicades a l'educació ens permeten:
  - Utilitzar un tauler d'anuncis:
    - Recordatori de la feina a fer i com fer-la.
    - Dates importants

  - Espai de Treball
    - Espai per la relació dels grups (interna/externa)
    - Intercanvi d'informació
    - Seguiment del professor.

  - Consultori
    - Espai per comentar els dubtes.

  - Recursos
    - Espai per compartir eines i material.

  - Avaluació
    - Seguiment de les qualificacions i correccions.[6]

## Història
Des dels anys 1890, tant Émile Durkheim com Ferdinand Tönnies anunciaven la idea de les xarxes socials en les seves teories i investigacions de grups socials. Tönnies va argumentar que els grups socials poden existir en forma de llaços socials personals i directes que, o bé enllaçats a individus que comparteixen valors i creences (Gemeinschaft, alemany, traduït comunament com comunitat) o impersonals, formals i vincles socials instrumentals ( Gesellschaft, alemany, traduït comunament com la societat). Durkheim va donar una explicació no individualista dels fets socials, amb l'argument que els fenòmens socials sorgeixen quan els individus interaccionen constitueixen una realitat que ja no pot explicar-se en termes de les propietats dels actors individuals. Georg Simmel, escrivint a finals del segle xx, va assenyalar a la naturalesa de les xarxes i l'efecte de la mida de la xarxa en la interacció i examinà la probabilitat d'interacció en les xarxes feblement unides en lloc de grups.
L'escriptor hongarès, Frigyes Karinthy el 1929 va proposar els sis graus de separació, teoria en la qual es basaven les xarxes socials, el que deia aquesta teoria és que totes les persones del món estem connectats amb un màxim de sis persones com a intermediaris en la cadena, el que provoca que aquesta xarxa vagi creixent.
Les principals novetats en el camp es poden veure a la dècada de 1930 per diversos grups de la psicologia, l'antropologia i matemàtiques que treballen de forma independent. A la psicologia, Jacob L. Moreno va iniciar el registre sistemàtic i l'anàlisi de la interacció social en petits grups, especialment les aules i grups de treball (vegeu sociometria). A l'antropologia, les bases de la teoria de xarxes socials és la teòrica i etnogràfica obra de Bronislaw Malinowski,
Entre els anys 1960 i 1970, un nombre elevat d'acadèmics van treballar en la combinació de diferents aspectes teòrics i tradicions. Un grup fou el de Harrison White i els seus estudiants al departament de Relacions Socials de la Universitat Harvard: Ivan Chase, Bonnie Erickson, Harriet Friedman, Mark Granovetter, Nancy Howell, Joel Levine, Nicholas Mullins, John Padgett, Michael Schwatz i Barry Wellman. D'altres persones destacades en aquest grup inicial, van ser, per una banda, Charles Tilly, qui posà el focus en les xarxes en sociologia política i moviments socials; i per l'altra, Stanley Milgram, qui va desenvolupar la tesi dels «sis graus de separació». Mark Granovetter i Barry Wellman, que estan entre els antics estudiants de White, van elaborar i popularitzar l'anàlisi de xarxes socials.
A Catalunya en un primer moment es van anomenar xarxes ciutadanes. Tinet, acrònim de Tarragona Internet, va ser la primera xarxa ciutadana en crear-se a l'Estat espanyol. Va ser fundada el 1995 per Manel Sanromà i d'altres professors de l'entorn de la Universitat Rovira i Virgili de Tarragona.

## Elements d'anàlisi
Les xarxes socials tenen avantatges i inconvenients o riscos perillosos, que depenen de la utilització que hi fem.
Per analitzar les xarxes socials es tenen en compte diversos elements.
- Interconnectivitat: a quants nodes està connectat cada node o element de la xarxa.
- Centralitat: mesura si la xarxa s'estructura al voltant d'un o més centres o no.
- Obertura: possibilitat d'incorporar elements externs, es relaciona amb la transitivitat.
- Expansivitat: com de lluny s'arriba en les connexions (la xarxa pot ser més expansiva o més compacta).
- Homofília: com són de similars els nodes entre si.
- Multiplexitat: quants punts d'unió hi ha entre els elements de la xarxa.
- Ponts: analitza quins elements fan de nexe entre seccions de la xarxa.
- Vincles: quins vincles s'estableixen entre els elements i amb quina intensitat.

## Xarxes Socials més utilitzades
Facebook: és la xarxa social més utilitzada del món. Aquesta xarxa et permet penjar publicacions, com per exemple una foto, també et permet fer comentaris a altres persones i parlar amb altres persones.
Whatsapp: és una xarxa social que et permet parlar per missatges, trucades i videotrucades amb altres persones, a part també veure el seu estat a través d'històries que duren 24h.
YouTube: és una plataforma la qual et permet penjar vídeos o veure el d'altres persones. Els usuaris acostumen a ser entre 16 i 23 anys que normalment segueixen els influencers, ja que YouTube és una de les plataformes més utilitzades per ells.
Instagram: és una de les xarxes socials més utilitzades pels adolescents, en la qual podem trobar instastories, que vindrien a ser històries les quals duren 24 h, a part també podem penjar publicacions on els teus seguidors et poden donar like i comentar. A part trobem el direct, que vindria a ser com el whatsapp on pots interactuar amb gent.
Twitter: aquesta plataforma a estat molt abandonada pels usuaris últimament. Twitter s'utilitza sobretot per parlar, opinar i intercanviar opinions amb altres persones sobre publicacions o notícies actuals.
linkedln: és una xarxa que busca un perfil més professional, per això no és molt coneguda entre els joves.

## Paper de les xarxes socials als atemptats a Catalunya
El 17 d'agost de 2017 van tenir lloc els atemptats a Barcelona i Cambrils. Quant a les xarxes socials, és el primer cop que Espanya va patir un atemptat dins de l'era de les xarxes socials.
L'últim atemptat que va experimentar Espanya, abans del 17 d'agost de 2017, va ser produït per ETA l'any 2009 i l'anterior atemptat d'origen jihadista que es va produir a Espanya va ser l'any 2004. Les xarxes socials en aquest moment acabaven de sortir a la llum i encara no havien generat l'impacte que, en canvi, tenen en l'actualitat.
La comunicació durant els atemptats previs s'havia produït, en conseqüència, de manera unidireccional, és a dir, dels mitjans de comunicació als usuaris. D'aquesta manera, la possibilitat que ofereixen les xarxes socials d'atorgar als usuaris el poder de difondre el seu propi punt de vista sobre els successos que tenen lloc, ha fet que el 17 d'agost de 2017, les xarxes socials arribessin a tenir un paper important.

### Solidaritat a les xarxes socials
Les xarxes socials van servir per oferir suport a totes les persones afectades i van donar lloc a la creació de diverses etiquetes que pretenien ser una mostra de suport per part de les persones externes a la situació i una sol·licitud d'ajut per part d'aquelles persones que sí que s'havien vist afectades. Twitter, Whatsapp, Instagram (especialment a través de la seva opció Instagram Stories) i Facebook, entre d'altres, es van omplir de missatges de suport i no només per part de persones de Barcelona sinó per part de totes aquelles persones que havien seguit a través dels mitjans de comunicació i les xarxes socials els fets que havien tingut lloc.
En gran part gràcies a aquesta eficaç difusió a través de les xarxes socials, moltes persones que no podien accedir a les seves cases o hotels a causa de la situació i les mesures de seguretat instaurades, van tenir un lloc on dormir perquè persones solidaritzades els van oferir un lloc a les seves llars quan veien les seves publicacions demanant ajuda.

### Twitter: El paper de la policia a través de les xarxes socials
La xarxa social a través de la qual la policia es posava en contacte amb els usuaris va esdevenir Twitter. Principalment els Mossos d'Esquadra i Emergències, tot i que també la Policia Nacional i la Guàrdia Civil, a través dels seus comptes oficials de Twitter, constantment informaven de la situació i de les novetats que anaven apareixent. El paper de la policia va esdevenir fonamental, ja que es dedicaven a informar constantment de la veritat d'allò que estava succeint i desmentint les notícies falses que anaven apareixent. No van difondre imatges de víctimes.

### "Fake news" o notícies falses
A causa de la gran quantitat de persones connectades a la xarxa en els moments posteriors als atemptats, hi va haver una veritable allau de rumors que es pretenien relacionar amb els fets oficials. Aquestes són les anomenades "fake news" o notícies falses. Les fake news o traduïdes el català les notícies falses, són notícies o articles falsos que la seva intenció és difondre una mentida enganya'n així el lector per influir en les opinions dels usuaris i generar una desinformació. La difusió d'aquestes notícies falses va fer que la societat en general se sentís encara més compungida.